# Cheiracanthium mangiferae
Cheiracanthium mangiferae là một loài nhện trong họ Miturgidae.
Loài này thuộc chi Cheiracanthium. Cheiracanthium mangiferae được miêu tả năm 1896 bởi Workman.